# FLNC Canal historique
Pour les articles homonymes, voir Front de libération nationale.
 (mars 2010).
Si vous disposez d'ouvrages ou d'articles de référence ou si vous connaissez des sites web de qualité traitant du thème abordé ici, merci de compléter l'article en donnant les références utiles à sa vérifiabilité et en les liant à la section « Notes et références ».
Le FLNC Canal historique était un mouvement nationaliste corse armé responsable de plusieurs assassinats et attentats. Il a été fondé en 1990 par les radicaux du FLNC. En fait, la direction du FLNC de l'époque dominée par Alain Orsoni, Léo Battesti, Yves Stella entre autres, prévoyait d'abandonner la lutte armée en échange du Statut Joxe voté en 1988 qui au départ parlait de reconnaissance du peuple corse dans la constitution française. Un nombre important de militants autour de François Santoni d'un côté (et ses partisans d'alors au sud de l'île : Batti Canonici, Yvan Colonna, Alain Ferrandi, ainsi qu'en Balagne : Jean-Michel Rossi) et Charles Pieri de l'autre, qui était implantée dans la région bastiaise (alliés à ce moment-là : Jean-Martin Verdi, Robert Sozzi, Jean-Guy Talamoni dans la vitrine légale notamment) refusent alors cette sortie de crise et considèrent qu'il faut continuer la lutte armée avec la direction politique au Front qui doit diriger la vitrine légale (parti politique), le syndicat et les diverses associations (soutien aux prisonniers, enseignement de la langue corse etc) du mouvement de libération nationale corse.
L'élément déclencheur va être l'accusation portée par François Santoni envers Alain Orsoni comme quoi il aurait détourné 300 000 francs d'un impôt révolutionnaire versé au FLNC par Emile Mocchi, maire de Propriano. Santoni exige l'exclusion d'Orsoni. Un vote est organisé au sein du FLNC et son exclusion est refusée. Les militants proches de Santoni vont alors distribuer des tracts cagoulés accusant Orsoni de dérive mafieuse. Une centaine de militants est alors exclue du FLNC en 1990 et se regroupe sous l'appellation FLNC Canal Historique (ou FLNC storicu). Les autres restés dans la structure sont alors appelés FLNC Canal Habituel car ils ont conservé le code d'authentification (une série de chiffre aussi appelée canal) habituel, celui utilisé jusqu'ici (selon Yves Stella, c'était à ce moment là 84-01-04, l'anniversaire de l'assassinat de Stefanu Cardi), tandis que le FLNC Canal Historique a repris un canal vieux de 10 ans.
Jusqu'à 1998, son chef pour la Corse du Nord est François Santoni et son chef pour la Corse du Sud est Charles Pieri.
Sa branche légale est A Cuncolta Naziunalista.
Les années 1990 seront très violentes avec la lutte contre le frère ennemi, le FLNC-Canal Habituel.

## Historique
Le 12 janvier 1996, une conférence de presse clandestine nocturne du FLNC Canal Historique à Tralonca, annonçant une trêve, rassemble environ 600 militants encagoulés et armés, ce qui provoquera une polémique sur le laisser-faire des forces de l'ordre stationnées à proximité.
En 1998, François Santoni et Jean-Michel Rossi quittent le FLNC Canal Historique. Ils forment Presenza Naziunale et sa branche armée Armata Corsa qui apparaît en 1999.
Dans le livre "Pour solde de toute compte", les deux hommes dénoncent les liens entre Charles Pieri, chef du FLNC Canal Historique, et le crime organisé. Ils dénoncent aussi le "corsisme ethnique" et le "tropisme italien" de Jean-Guy Talamoni, proche de Charles Pieri et porte-parole de la Cuncolta.
Les deux hommes seront assassinés tour à tour : Rossi en 2000 et Santoni en 2001 ainsi qu'une quinzaine de militants d'Armata Corsa-Presenza Naziunale, ce qui cause la disparition de la structure.
Le FLNC Canal Historique annonce le 23 décembre 1999 une fusion avec le FLNC du 5 mai, Fronte Ribellu et le groupe Clandestinu pour devenir le FLNC UC et déclarer une trêve.